# 奥塞梯—印古什戰爭
奥塞梯－印古什戰爭是發生於北奥塞梯-阿兰共和国普里戈羅德內區东部的一起民族间冲突，此次衝突始于1989年，1992年发展为印古什人和奥塞梯人准军事部队之间的短暂種族衝突。當時印古什人和奥塞梯人為面积约978平方公里的普里戈羅德內地区爭執不休。衝突随后迅速升級為大規模騷亂，伴隨著大屠殺、破壞、縱火、武裝抵抗当局、謀殺、劫持人質和其他暴力行為。事后由於大規模暴動、砲擊以及武裝衝突，造成8,000多人受傷，其中583人死亡，其中俄軍軍人27人，650多人受傷。 3000 棟住宅大樓被摧毀或損壞，物質損失超過500億盧布。

## 冲突的根源
冲突源于俄罗斯帝国和蘇聯政府的政策，它们利用民族矛盾来达到自己的目的，即维持中央统治和权威。俄罗斯帝国沙皇偏爱北高加索地区的奥塞梯人。此外，奥塞梯人是北高加索地区为数不多的對俄罗斯帝国的友好民族之一，在19世纪的大部分时间里，北高加索地区的許多人民都强烈抵制俄罗斯帝国的统治。大多数奥塞梯人与俄罗斯人都信仰东正教（少数奥塞梯人是遜尼派穆斯林），而北高加索其他民族大多数是穆斯林 。在俄国内战（1918-1921年）期间，奥塞梯人因支持白军而受到惩罚，并被驱逐出北高加索。後來俄羅斯蘇維埃還將普里戈罗德内地区送給印古什人，表面上看是因为他们在冲突期间支持俄羅斯蘇維埃。1924年，印古什自治州成立，領土範圍涵蓋普里戈罗德内地区。1934年，印古什自治州与车臣自治州合并為车臣-印古什自治州；1936年，車臣-印古什蘇維埃社會主義自治共和國成立，其首都位於格罗兹尼。普里戈罗德内地区仍屬於車臣-印古什蘇維埃社會主義自治共和國。
1944年，第二次世界大战即将结束時，印古什人和车臣人被指控与納粹德國勾结，結果在约瑟夫·斯大林的命令下，不少印古什人和车臣人被驱逐到中亚和西伯利亚。普里戈罗德内地区併入北奧塞梯蘇維埃社會主義自治共和國，許多奧塞梯人在此定居。

一张显示当时北高加索边界争议的地图

1957年，印古什人和车臣人获准返回他们的故土，車臣-印古什蘇維埃社會主義自治共和國得以恢复，而此時普里戈罗德尼地区已成為北奥塞梯的一部分。作為補償，史塔夫羅波爾邊疆區的三個地區－瑙爾斯基、謝爾科夫斯基和卡爾加林斯基併入車臣蘇維埃社會主義自治共和國。苏联当局试图阻止印古什人返回其在普里戈罗德尼地区的故土；然而印古什人依然返回故土，並且从奥塞梯人手中买回房屋後在该地区重新定居。 1973年至1980年间，印古什人在格罗兹尼举行各种抗议和集會，他們要求普里戈罗德內地区与印古什地区重新统一。
1991年4月26日，俄羅斯聯邦最高蘇維埃通過了《關於受壓迫人民復興的法律》，其中規定了要恢復印古什原有的領土。
1991年11月，根據北奧塞梯最高委員會的決定，成立了共和國衛隊和民兵。
1991年底，印古什人開始要求歸還1944年被驅逐後被劃歸北奧塞梯蘇維埃社會主義自治共和國普里戈羅德內區和弗拉季高加索右岸部分的領土。
1991年期間至1992年10月為止，衝突地區發生了許多明顯具有挑釁性的暴力行為：奧塞梯人和印古什人被謀殺、印古什人房屋爆炸。雙方都在該地區囤积了武器。
1992年6月4日，俄羅斯最高蘇維埃通過了《印古什共和國成立法》，但沒有界定該共和國的邊界，導致該地區領土爭端加劇。

## 武装冲突
在蘇聯解體前，尽管有1,500名苏联内務部队進駐，但在捷列克河以东的普里戈羅德內區，民族間的暴力事件依然頻發。
1992年10月24日，在印古什首都納茲蘭，印古什三個區議會和北奧塞梯普里戈羅德內區代表小組舉行聯席會議，「表達了印古什人民的意願，並為了保護他們的親屬居住在北奧塞梯的印古什人，決定將志願者聯合起來組成自衛部隊，並在印古什人居住的北奧塞梯普里戈羅德內地區的所有定居點組織他們的任務。決議將各支隊的領導權委託給印古什三個地區的內務部門；為了確保安全，居住在普里戈羅德內地區的志工和印古什人被允許使用個人槍支和其他武器」。
作為回應，北奧塞梯武裝部隊發出最後通牒，要求解除印古什軍隊的武裝並解除對所有人口稠密地區的封鎖，並威脅否則將動用共和國衛隊和民兵部隊開展軍事行動。
1992年10月26日，經過一系列討論，俄羅斯武裝部隊主席團提議成立一個由奧塞梯和印古什代表參加的混合委員會，起草一份有關有爭議的印古什-奧塞梯問題的決議草案。
1992年10月30日晚上，大規模衝突爆发並持续了一周。首先被杀的人分别是奥塞梯和印古什民兵（因为他们都有武器）。当印古什民兵在北奥塞梯首府弗拉季高加索郊区与奥塞梯人作战时，北奥塞梯其他地方的印古什人被驱逐。俄罗斯特別用途機動單位也介入战斗，有时还幫著奥塞梯人攻擊印古什人。 
1992年10月31日，印古什民兵与北奥塞梯安全部队和俄罗斯内政部和陆军部队支持的准军事部队在北奥塞梯普里戈罗德尼区又爆发武装冲突。尽管俄罗斯军队也會干预奥塞梯警察和共和卫队的一些暴力行为，但俄罗斯维和部队實際上是站在奥塞梯人這一邊的，成千上万的房屋被摧毁，其中大部分都是印古什人的家園。根据俄罗斯联邦检察院的数据，双方共有1000多名人质被劫持，截至1996年，仍有大约260人下落不明，其中大部分是印古什人。在冲突的前六天，有近500人丧生。劫持人质、枪击等狀況至少持续到1996年。 俄羅斯总统鲍里斯·叶利钦于1992年11月2日颁布法令，表示普里戈羅德內仍是北奥塞梯的一部分。
2002年10月11日，北奧塞梯共和國總統亞歷山大·扎索霍夫和印古什共和國總統穆拉特·齊亞濟科夫簽署了《發展合作與睦鄰關係協定》。